# Øster Hurup
Øster Hurup – miasto w Danii, w regionie Jutlandia Północna, w gminie Mariagerfjord.